# スヴェン・クムス
スヴェン・クムス（Sven Kums, 1988年2月26日 - ）は、ベルギー・アッセ出身の元サッカー選手。現役時代のポジションはミッドフィールダー。

## 経歴
2014-2015シーズンはKAAヘントに所属し、リーグ戦26試合に出場。キャプテンとしてチームのジュピラー・プロ・リーグ優勝に貢献し、2015年のベルギー・ゴールデン・シューを与えられた。2016年8月29日、セリエAのウディネーゼ・カルチョに期限付き移籍することが発表された。
2017年6月2日、RSCアンデルレヒトに復帰した。2019年8月21日、ヘントに2019-20シーズン終了までレンタル移籍した。
2020年1月20日、レンタル移籍で加入したKAAヘントに、2020年7月1日から3年契約で完全移籍することが発表された。
2025年5月、シーズン終了後に現役を引退することを表明した。

## タイトル

### クラブ
ヘント
- ジュピラー・プロ・リーグ : 2014-15
- ベルギーカップ : 2021-22
- ベルギー・スーパーカップ : 2015

アンデルレヒト
- ベルギー・スーパーカップ : 2017

### 個人
- ベルギー・ゴールデン・シュー : 2015